# Okręg Saranda
Okręg Saranda (alb. rrethi i Sarandës) – jeden z trzydziestu sześciu okręgów administracyjnych w Albanii; leży w południowej części kraju, w obwodzie Vlora. Zajmuje powierzchnię 749 km². Jego stolicą jest Saranda.
Według spisu z 1993 r. okręg liczył 53 700 osób, natomiast zgodnie ze stanem na rok 2001 żyło tu tylko 35 235 osób. W 2008 liczba mieszkańców wzrosła do ok. 49 tys. Pewną część ludności stanowi grecka mniejszość, jest tu także kilka wiosek zamieszkanych przez Arumunów.
Inne miasta: Konispol (na granicy z Grecją), Ksamil, Çuka, Vrina oraz Butrint, wpisany na listę światowego dziedzictwa kulturalnego UNESCO.